# Pulse (album de Pink Floyd)
Pour les articles homonymes, voir Pulse.
Albums live de Pink Floyd
Delicate Sound of Thunder
(1988) Is There Anybody Out There? The Wall Live 1980-81
(2000)
P·U·L·S·E (ou Pulse) est un double album enregistré en public, paru le 6 juin 1995, à la suite de la tournée de Pink Floyd en 1994 sans Roger Waters (celui-ci ayant quitté le groupe en 1985). Il est produit par James Guthrie et David Gilmour. Il s'agit d'une compilation principalement issue des concerts donnés à l'Earls Court à Londres au mois d'octobre 1994 et des concerts à Modène, à Rome et à Hanovre. Il s'appuie sur une variation de la setlist constituant un concert du groupe.

## setlisttype de la tournée

### Soir standard
Shine On You Crazy Diamond et Astronomy Domine ouvrent chacun l'une des deux parties chaque soir et sont intervertis selon les concerts.

#### Première partie
1. Shine On You Crazy Diamond ou Astronomy Domine
2. Learning to Fly
3. Liste des titres dans laquelle le groupe puisait et dont l'ordre changeait d'un soir à l'autre :
  1. What Do You Want From Me?
  2. On the Turning Away
  3.  Take It Back
  4. Coming Back to Life
  5. Poles Apart
  6. A Great Day for Freedom
  7. Lost for Words (joué cinq fois : 30 mars, 04 et 24 avril, 1er mai, 12 juillet)
4. Sorrow
5. Keep Talking
6. One of These Days

#### Deuxième partie
1. Shine On You Crazy Diamond ou Astronomy Domine
2. Breathe
3. Time
4. Breathe (reprise)
5. High Hopes
6. The Great Gig in the Sky
7. Wish You Were Here
8. Us and Them
9. Money
10. Another Brick in the Wall (part 2)
11. Comfortably Numb

#### Rappel
1. Hey You (remplacé par Marooned à Oslo disponible dans les bonus du DVD 1 de Pulse)
2. Run Like Hell

### Les 14 concertsThe Dark Side of the Moon

#### Première partie
L'ordre est différent pour les concerts du 16 août à Hanovre, du 4 septembre à Rotterdam et du 19 octobre à Londres.
- Shine On You Crazy Diamond
- Learning to Fly
- High Hopes (interverti avec Wish You Were Here le 04/09[1])
- Take It Back (remplacé par Lost for Words le 19/10[2], sixième et dernière fois joué sur scène)
- Coming Back to Life sauf :
  - les 16/08[3] et 04/09[1], purement et simplement supprimé
  - les 14/10[4] et 19/10[2], remplacé par A Great Day for Freedom
  - le 28/10[5], remplacé par Poles Apart
- Sorrow
- Keep Talking
- Another Brick in the Wall (part 2)
- One of These Days

#### Deuxième partie
- Speak to Me
- Breathe
- On the Run
- Time
- Breathe (reprise)
- The Great Gig in the Sky
- Money
- Us and Them
- Any Colour You Like
- Brain Damage
- Eclipse

#### Rappel
- Wish You Were Here (interverti avec High Hopes le 04/09 qui est le dernier titre avant le rappel[1])
- Comfortably Numb
- Run Like Hell

## Les CD
Le premier CD contient divers morceaux des différentes périodes du groupe. Cependant, Hey You était joué en rappel les soirs où The Dark Side of the Moon ne figurait pas dans son intégralité. D'autre part, Shine On You Crazy Diamond et Astronomy Domine ne s'enchainaient pas.
Enfin, la version CD omet One of These Days inclus dans les éditions cassette audio et microsillon.
Le second CD comporte l'intégralité de leur album The Dark Side of the Moon et les trois morceaux joués en rappel reproduisant une setlist conforme aux concerts donnés dans cette configuration.
L'édition originale du double live Pulse se présente sous la forme d'un mini-coffret réalisé par Storm Thorgerson, avec livret, plaquette et une diode clignotante sur la tranche.
Plusieurs théories circulent quant à la possible signification de l'acronyme P·U·L·S·E : il s'agit fort possiblement d'un rétro-acronyme.

### Contenu
| 1. Shine On You Crazy Diamond — 13:15 2. Astronomy Domine — 4:20 3. What do you want from me — 4:10 4. Learning to Fly — 5:16 5. Keep Talking — 6:52 6. Coming Back to Life — 6:56 7. 'Hey You — 4:40 8. A Great Day For Freedom — 4:30 9. Sorrow — 10:49 10. High Hopes — 7:52 11. Another Brick in the Wall, part 2 — 7:08 | 1. Speak to Me — 2:30 2. Breathe — 2:33 3. On the Run — 3:48 4. Time / Breathe (Reprise) — 6:47 5. The Great Gig in the Sky — 5:52 6. Money — 8:54 7. Us and Them — 6:58 8. Any Colour You Like — 3:21 9. Brain Damage — 3:41 10. Eclipse — 2:38 11. Wish You Were Here — 6:35 12. Comfortably Numb — 9:29 13. Run Like Hell — 8:36 |

## Musiciens

### Pink Floyd
- David Gilmour : chant, guitares électriques et acoustiques, lap steel guitar.
- Nick Mason : batterie, percussions.
- Richard Wright : claviers, chant

### Musiciens additionnels
- Dick Parry : saxophones
- Tim Renwick : guitares électriques et acoustiques, chœurs
- Jon Carin : claviers, chœurs
- Guy Pratt : basse, chœurs
- Gary Wallis : percussions
- Sam Brown, Durga McBroom, Claudia Fontaine : chœurs, chant sur The Great Gig in the Sky